# Гіппогональ
Гіппогональ — лінія в шахах, паралельна узагальненому ходу коня. Гіппогональний (m, n) хід — це стрибок на m клітин в одному з ортогональних напрямків і на n в іншому. Співвідношення m: n не повинно бути рівним 2:1. Гіппогональний хід записується як (m, n), зазвичай з меншим числом спочатку.
Наприклад, кінь ходить гіппогонально на дві клітини в одному напрямку і одну в іншому. Його хід (1,2) — гіппогональний, в класифікації казкових шахів кінь є (1,2) — стрибуном.